# جان دالینگ
جان دالینگ (انگلیسی: John Dalling; ۱۷۳۱ – ۱۶ ژانویه ۱۷۹۸) فرد نظامی اهل پادشاهی بریتانیای کبیر بود.